# 阿尔弗雷德大帝

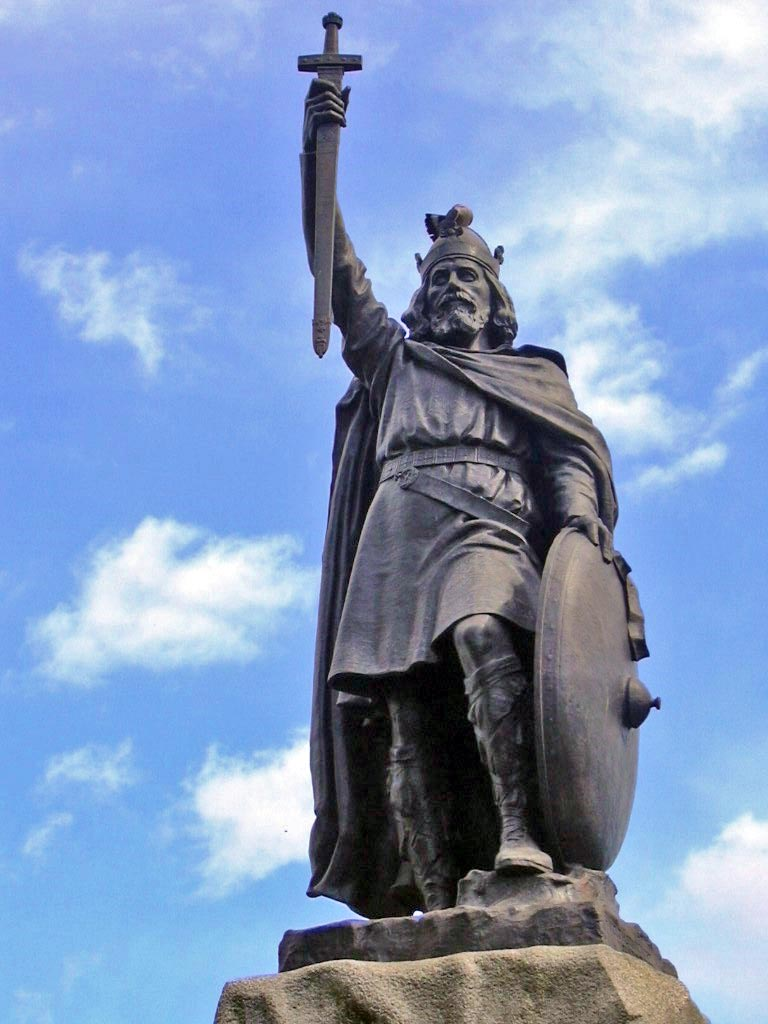
温切斯特的阿尔弗雷德大帝雕像

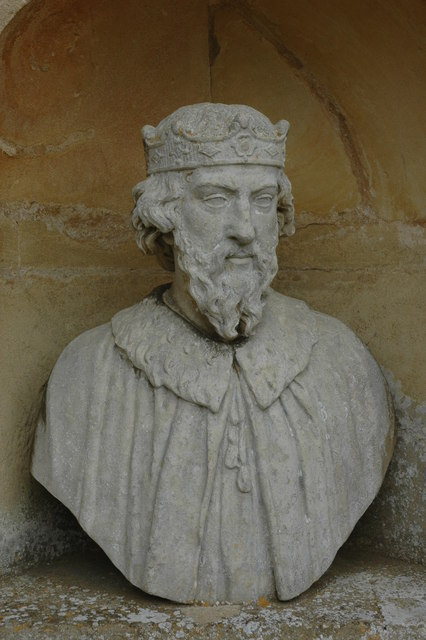
阿尔弗雷德大帝雕像

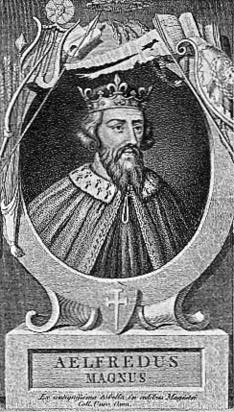
阿尔弗雷德大帝画像

阿佛烈（849年—899年10月26日）是盎格魯-撒克遜英格蘭時期威塞克斯王国国王，也是英國歷史上第一个以「盎格鲁-撒克逊人的國王」自称且名副其实之人。他率众抗击海盜民族維京人的侵略，使英格兰大部分地区回归盎格鲁-撒克逊人的统治，故被称为“大帝”（the Great）。
阿尔弗雷德5岁那年被送往罗马，据《盎格鲁-撒克逊编年史》记载，罗马教皇利奥四世为他进行坚振礼仪式，并授予他罗马执政官的资格。维多利亚时代的学者们认为此举在于承认了阿尔弗雷德作为威塞克斯王国继承人的身份。然而，由于阿尔弗雷德尚有三位兄长在世，所以是否真能继承王位还是个未知数。854年-855年，阿尔弗雷德又在法兰克王国秃头查理的宫廷里待了一年，然后返回罗马，并于856年陪同他在罗马朝圣的父亲埃塞尔伍尔夫一起返回了英格兰。
同年，埃塞尔伍尔夫的次子埃塞尔博尔德预谋篡位，威塞克斯笼罩在内战的阴影之中，最终国内的贵族都不支持战争，并在贵族都参与的会议中达成以下协议：由埃塞尔伍尔夫统治东部，主要包括新占领的土地；由埃塞尔博尔德统治西部，也就是原来威塞克斯王国的领土。埃塞尔伍尔夫国王于858年去世，威塞克斯再度成为统一王国，并由阿尔弗雷德的三位兄长依次继承。
传说阿尔弗雷德一生都有健康问题的困扰，年轻时甚至到爱尔兰去寻求治疗。温切斯特和万蒂奇的阿尔弗雷德雕像把他描绘成一个强壮武士，但事实可能并非这样，尽管如此，没有人怀疑过阿尔弗雷德所拥有的勇气和智慧。

## 埃塞尔雷德在位期间
在阿尔弗雷德的两位年长的哥哥埃塞尔博尔德和埃塞尔伯特短暂的在位时期内，他没有被过多的提及。直到他最小的哥哥埃塞尔雷德在866年即位以后，他才逐渐出现在公众的视线之中。阿瑟主教称阿尔弗雷德为“王国的第二号人物”，代表着他此时已拥有仅次于他哥哥埃塞尔雷德的一人之下万人之上的权威。阿尔弗雷德能够拥有这样的地位得益于他的父亲埃塞尔伍尔夫或是威塞克斯贤人会议的整体决定，以防止埃塞尔雷德国王在战争丧生后，王国陷入由于继承权问题导致的纷争局面。
868年，阿尔弗雷德协助埃塞尔雷德进入麦西亚境内协防并成功阻止了丹麦人的入侵。此后两年内，丹麦军队没有进一步对威塞克斯采取军事行动，阿尔弗雷德是否为此向丹麦人支付过金钱我们不得而知，但这一时期内，以威塞克斯为中心的盎格鲁撒克逊社会得到了难能可贵的两年和平时间。但好景不长，870年丹麦国王哈夫丹和巴格塞吉率军沿着麦西亚和威塞克斯边境进入威塞克斯，先头部队于当年12月31日在雷丁附近的恩格尔菲尔德与威塞克斯守军发生冲突。四天后，埃塞尔雷德和阿尔弗雷德率领一支大军来到雷丁，双方发生激战，死伤无数，但威塞克斯军队最终战败。
四天后，埃塞尔雷德重整军队，在阿什当继续与丹麦人开战。他与阿尔弗雷德兵分两路，一路对应哈夫丹和巴格塞吉率领的国王军团，一路对应诸多丹麦伯爵组成的伯爵军团，战斗从白天一直持续到深夜，这一次威塞克斯取得大胜，巴格塞吉和他的五个伯爵被杀死，丹麦人暂时从战场上撤离了。
但丹麦人卷土重来的势头之快远远超过埃塞尔雷德的想象。两星期后，重整队伍的哈夫丹和威塞克斯军队在贝辛开战，威塞克斯军队激战之下失利。四月，双方又在梅雷顿交战，此役丹麦方由无骨者伊瓦尔率领，埃塞尔雷德和阿尔弗雷德再次分两组和丹麦人作战，虽然英格兰人作战英勇，但最终丹麦人取得了战场上的优势，而埃塞尔雷德也在此役中受了枪伤，并最终不治身亡。
整个871年被称为“阿尔弗雷德战争年”，威塞克斯人在埃塞尔雷德和阿尔弗雷德的共同领导下与丹麦人发生了九次大大小小的战争，其中五次被记载于《盎格鲁-撒克逊编年史》，其余四次没有留下相应的文字记载。

## 戰爭期間

### 早期的斗争、失败和流亡
871年4月，埃塞尔雷德去世，尽管他留下了两个幼子，但根据兄终弟及的继承制度，使得阿尔弗雷德顺利继承了威塞克斯王位，但同時丹麥國王巴格斯克和「白衫」哈夫丹率領的异教徒大军压境，他也背负起了防御丹麦人的重任。
当阿尔弗雷德忙于埃塞尔雷德葬礼的时候，丹麦人发动了对英格兰的战争并取得胜利。并在很快发动的第二次有阿尔弗雷德参与的位于威尔顿的战役中再次取胜。在威尔顿战役之后，阿尔弗雷德彻底丧失了将丹麦人驱逐出英格兰的希望，只能祈求与他们“和平共处”，没有人知道这所谓的和平要付出什么代价。阿塞尔主教声称，异教徒们答应了退出占领区，并在871年的秋天从雷丁撤退，到麦西亚所属的伦敦过冬。
尽管阿塞尔主教和《盎格鲁-撒克逊编年史》中都没有提及，但考古的发现证明，阿尔弗雷德很可能向丹麦人支付了一笔賠款，以求其撤退，如同麦西亚人在来年的做法一样。此后五年里，丹麦人占领了威塞克斯王国之外的大部分英格兰土地。但是，在876年之后，丹麦人的新首领古斯伦带领他们绕过了英军的防守占领了英格兰南部多塞特郡的维尔汉姆。尽管阿尔弗雷德封锁了古斯伦和他的军队，但依然无法夺回维尔汉姆。僵持之下，双方同意和解。和解内容包括了交换人质和对丹麦人的聖物——雷神索爾之戒（holy ring）——发誓停止战争。但是，丹麦人马上又违背了承诺，在杀掉了所有的人质之后，连夜转移到了德文郡的埃克塞特。在那里，阿尔弗雷德再次对丹麦人进行了封锁，由于给养船只被暴风雨摧毁，丹麦人不得不投降。他们从麦西亚撤退，但在878年的1月，他们又再一次突袭了位于奇彭纳姆的城堡，而过完圣诞的阿尔弗雷德正在此地逗留。丹麦人杀了大部分的人，阿尔弗雷德带着一小队人马经过树林和沼泽逃难。在复活节以后，他在萨默塞特郡的沼泽近北佩瑟頓的小岛阿瑟爾尼上建立了堡垒，并从堡垒中与敌军持续抗争。通过与萨默塞特郡、威尔特郡、汉普郡的本地军事力量结盟，阿尔弗雷德能够从他的堡垒中做出有效的防御行动。
一个源自12世纪的著名传说，描述了阿尔弗雷德战败并藏身在萨默塞特郡沼泽中，一名不知道他身份的农妇收留了他，并嘱咐他照看炉子上烤着的面包，然而阿尔弗雷德因为专心于思考反攻大计，结果把面包烤焦，受到了农妇的责备。
878年是整个盎格鲁撒克逊社会的低谷期，几乎英格兰所有的王国均陷入丹麦人手。

## 崛起
878年春，他重整旗鼓，在爱丁顿战役中大败丹麦军队。这次胜利成为战争的转折点。維京人的首领古斯倫接受了基督教，从威塞克斯撤退，并同意维持永久和平。
886年與維京人簽訂合約，阿爾弗雷德同意支付「丹麥錢」，並尊重維京人對其他三個英格蘭王國的征服。維京人首领古斯倫這邊，則需從撒克遜領土撤退，接受基督教，並承認威塞克斯乃獨立王國。
然而还是有其他丹麦人拒绝言和。在与他们战斗时，阿尔弗雷德将自己的权威扩展到了英格兰的北部和东部。886年，他占领了伦敦。伦敦在那时就是不列颠重要的一个城市。之后不久，他签订了新的和约，不列颠南部以及西南部的大部分地区从此收归他的统治。为了进一步扩张自己的影响，他将女儿埃塞尔弗莱德嫁给北部的麦西亚领主埃塞尔雷德，从此与麦西亚结盟。
英格兰的其他地区——实行丹麦法律的地区——丹麦法区仍然在丹麦人的控制之下，除此之外，基本上都在一个国王的统治之下了。

## 军事改革
阿尔弗雷德和那个时代所有成功的领袖一样，也是个智勇双全的武将。他颁布了一部涵盖面非常广的法律，系统化军队的招募过程。为了保护他的王国，抗击维京人。他广泛招募军队以应付各个地区的防御。同时精选了一些人作为战场部队的士兵，这些士兵与来自军事贵族和富商巨贾侍从所组成的精选部队共同作战。阿尔弗雷德把他的精选部队分成两个部分，从而解决了如何长期防御的问题：一部分在战场，以随时对敌人的进攻做出反应，另一部分则留在家中，这些部队有规律地按时轮换。他也根据了相同的模式，动员富商巨贾们的私人武装。
阿尔弗雷德为了抵抗维京人海上和陆上的进攻，通过修建特殊战船扩建了他的海军部队，把拥有60支桨的船作为标准战船。他还成功地建筑，重建和修复了相当多的防御工事。阿尔弗雷德为防守韦塞克斯的33个军镇中建设了相同规模的守卫部队，该部队由军饷供奉。当地居民被派遣去保卫他们居住的城镇，并负责维修城墙。此外地区防御则继续由普遍招募的队伍和精选部队来维护。
899年，也就是阿尔弗雷德去世之年，一份名叫《自由民每一海迪土地赋税法》的文件列举出了33个要塞堡垒，它让我们明白了阿尔弗雷德军事管理制度的复杂和精巧。此文件包含了对33个要塞的周边防御工事进行测量和勘查的数据，然后列举并估算出能出产和收成的土地资源，以便来自每个“躲藏地”——维持一个家庭所需要的土地数量——的利润都被用来供养守卫部队的成员。每个成员需要防守4.23英尺的城墙。在古罗马流传下来的城市温切斯特很好地展示了这种高管理的管理工作。在那里，2400个躲藏地被分配开来以支持周长为9954英尺的要塞城墙的防御，为2400名战士提供土地资源时的差错率基本低于1%。而且，《自由民每一海迪土地赋税法》也告诉了我们：在这里，任何两个城市的距离不会超过20英里，也就是一天的行军路程。这样行军途中部队就可以有很大的机会避免在野外露营而承受起敌人的突然攻击。也可以使两个城市之间的救援迅速行动起来。这些要塞后来大都成为了商业中心和战略要地，因为城墙和军队的存在保障了工匠的生产和商人的安全。

## 学术复兴
阿尔弗雷德自己也是个学者，非常支持学术事业。然而聖比德（673～735年)，卜尼法斯（约675～754年）和阿尔昆（735～804年）的时代早已过去。维京人将英国的修道院破坏殆尽，在当时的英格兰，拉丁语这种通向古典文化的语言几乎没人会说。对此，阿尔弗雷德决定在宗教界和俗世都要大幅度提高识字率，同时把拉丁文著作翻译成盎格鲁-撒克逊语。阿尔弗雷德聚集起一群学识渊博的学者，自己也参与其中，翻译了不少著作，包括波愛修斯的《哲学的慰藉》、大聖額我略一世教宗的《牧靈指南》和聖比德的《英吉利教会史》。在为《牧靈指南》所作的前言里，他无不怀旧地写道：「在一切被破坏殆尽，被烧毁之前，英格兰的教堂里堆满了财富和书籍。」阿尔弗雷德可能也主持编写了《盎格鲁-撒克逊编年史》，以史无前例的规模记载了远至450年的大事（甚至更早，因为书中还对基督降生一事发表了评述）这部《编年史》一直由后人续编至1154年。

## 万蒂奇的雕像

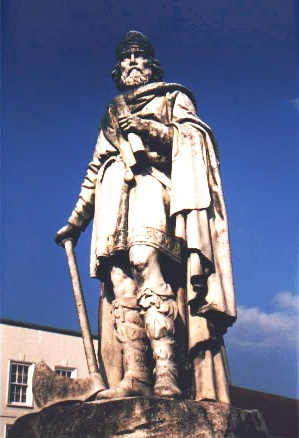
万蒂奇的阿尔弗雷德大帝雕像

为了纪念阿尔弗雷德大帝，维多利亚女王的亲属Gleichen伯爵制作了一尊阿尔弗雷德大帝的全身雕像，并于1877年7月14日由威尔士亲王和王妃在万蒂奇广场（Wantage Market Place）揭幕。
2007年12月31日，由于受到人为破坏，雕像的右手臂和阿尔弗雷德所执的斧头被损毁。修复后的雕像在不到一年的时间里，于2008年平安夜再次遭到破坏，斧头再度被毁。

## 流行文化
電玩刺客教條系列2020年的作品《刺客教條：維京紀元》，因為故事背景設定在西元9世紀時，並以維京人大舉入侵英格蘭的史實為舞台，因此阿尔弗雷德大帝也出現在最新的遊戲預告片中，並成為遊戲中對抗身為維京人的主角‧艾沃爾的主要角色。其真實身份正正是上古維序者大團長「聖父」，由於認為教團已經變質，而故意領導其走向滅亡。在奇彭納姆戰役中失去王位，流亡民間，並創立聖殿騎士團。

## 影視形象
- 2015年電視劇《最後的王國》：大衛·道森（英语：David Dawson (actor)）飾。

## 参見
- 英國軍事史
- 英格蘭王國
- 阿爾弗雷德寶石
- 《阿爾弗雷德傳》

## 外部連結
| 阿尔弗雷德大帝 威塞克斯王朝出生于：849年逝世於：899年10月26日 | 阿尔弗雷德大帝 威塞克斯王朝出生于：849年逝世於：899年10月26日 | 阿尔弗雷德大帝 威塞克斯王朝出生于：849年逝世於：899年10月26日 |
| 統治者頭銜                                                    | 統治者頭銜                                                    | 統治者頭銜                                                    |
| ------------------------------------------------------------- | ------------------------------------------------------------- | ------------------------------------------------------------- |
| 前任者： 埃塞尔雷德                                           | 布雷特瓦尔达 871年 - 899年                                    | 最后一任                                                      |
| 前任者： 埃塞尔雷德                                           | 威塞克斯国王 871年 - 899年                                    | 繼任者： 长者爱德华                                           |